# Kooperacja w rolnictwie
Kooperacja w rolnictwie – oznacza współdziałanie samodzielnych podmiotów gospodarczych wyspecjalizowanych w wytwarzanie określonych produktów rolnych, mających na celu efektywniejsze wykorzystanie czynników produkcji.

## Cele kooperacji w rolnictwie
Kooperacja ma przyczynić się do współpracy osób i podmiotów prawnych w celu przyspieszenia rozwoju produkcji rolniczej i modernizacji gospodarstw rolnych. Cele osiągano poprzez podniesienia skali produkcji, obniżenie kosztów wytwarzania, uzyskanie dostępu do kredytów (dotacji) oraz do rynków rolnych. Poprzez kooperację następuje pogłębienie podziału pracy, właściwe wykorzystanie postępu technicznego, zapewnienie zmian struktury organizacyjnej i nabywanie nowych kompetencji przez pracowników.

## Proste formy kooperacji w rolnictwie
Proste formy kooperacji dotyczyły indywidualnych gospodarstw rolnych, które dobrowolnie zrzeszały się w zespoły w celu wykonywania wspólnie określonych czynności produkcyjnych lub usługowych. Kooperacja miała charakter współpracy między rolnikami w ramach wsi, przy czym zespołowe pozostawały tylko te środki, które stanowiły podstawę wspólnej działalności. Proste formy kooperacji w rolnictwie dotyczyły: wspólnego przeprowadzanie melioracji użytków rolnych, regulowania gospodarki wodą poprzez spółki wodne, zagospodarowania gruntów PFZ, zakupu środków produkcji czy wspólnego przetwórstwa produktów rolnych.

## Kooperacja międzysektorowa w rolnictwie
Uchwała Rady Ministrów z 1973 r. w sprawie rozwoju kooperacji w rolnictwie przewidywała, że współpraca będzie przebiegać między sektorem gospodarki uspołecznionej (PGR, RSP), a rolnikami i zespołami rolników indywidualnych. Współdziałanie odbywało się w zakresie:
- produkcji roślinnej i zwierzęcej,
- przemysłu rolnego,
- usług maszynowych, warsztatowych i remontowo-budowlanych,
- postępu technicznego,
- szkolenia oraz świadczeń socjalnych.

Zadania postawione przed państwowymi gospodarstwami dotyczyły:
- współdziałają w produkcji żywca oraz niektórych surowców rolnych,
- wykorzystuje moce produkcyjne zakładów przemysłu rolnego,
- świadczą innym uspołecznionym gospodarstwom rolnym i zespołom rolników indywidualnych pomoc warsztatową,
- rozwijają działalność w zakresie specjalizacji produkcji wśród rolników,
- współdziałają w wykonawstwie inwestycji produkcyjnych i socjalnych,
- udostępniają obiekty i urządzenia socjalne.

Kooperacja opierała się na podstawie umów wieloletnich. W ramach kooperacji PGR mogły stosować ceny i dopłaty do cen stosowanych przez jednostki gospodarki uspołecznionej.